# Torneo Supercup 2007
Il Torneo Supercup 2007 si è svolto dal 24 al 26 agosto 2007.

Gli incontri si sono svolti nell'impianto "Jako Arena", situato nella città di Bamberga.

## Squadre partecipanti
1. Germania
2. Italia
3. Portogallo
4. Russia

## Risultati
| Bamberga 24 agosto 2007, ore 18,00 | Germania | 69 – 51 | Portogallo | Jako Arena |

| Bamberga 24 agosto 2007, ore 20,15 | Italia | 59 – 77 | Russia | Jako Arena |

| Bamberga 25 agosto 2007, ore 15,00 | Germania | 66 – 65 | Russia | Jako Arena |

| Bamberga 25 agosto 2007, ore 17,15 | Italia | 79 – 60 | Portogallo | Jako Arena |

| Bamberga 26 agosto 2007, ore 13,30 | Russia | 67 – 56 | Portogallo | Jako Arena |

| Bamberga 26 agosto 2007, ore 16,00 | Germania | 60 – 69 | Italia | Jako Arena |

## Classifica
| -  | Team       | PT | V - P     |
| -- | ---------- | -- | --------- |
| 1. | Russia     | 4  | 209 - 123 |
| 2. | Germania   | 4  | 195 - 185 |
| 3. | Italia     | 4  | 207 - 197 |
| 4. | Portogallo | 0  | 167 - 215 |